# Csalán Környezet- és Természetvédő Egyesület
A Csalán Egyesület egy Veszprém vármegyében működő civil szervezet, célja, hogy a Veszprém környékén élőket segítsék, tájékoztassák a zöldebb, egészségesebb életmód kialakításában. 1997-es megalakulásuk óta a Közép-Dunántúli Régió egyik legdinamikusabban fejlődő környezetvédelmi szervezetévé váltak, munkájukkal részt vesznek a helyi, megyei, regionális környezetvédelmi élet alakításában és településfejlesztési döntéseiben.
Az egyesületet 5 fős elnökség irányítja, melynek tagjai Dr. Szalay Tímea, környezetmérnök, az egyesület elnöke, Kiss Renáta, agrárkémikus, az egyesület alelnöke, Gyenes Viktor, tanár, Dr. Németh Sándor, ügyvéd és Schmidt Hajnalka, kommunikációs tanácsadó. A közel 100 fős tagság pedig évente egyszer dönt az aktuális kérdésekről.
Az egyesület munkája során szorosan együttműködik a Környezeti Tanácsadó Irodák Hálózatával (KÖTHÁLÓ), a Humusz Szövetséggel és a Magyar Természetvédők Szövetségével is.

## Történetük
- 1997-ben alakult meg a csoport veszprémi egyetemisták összefogásával
- 2000-ben környezetvédelmi vetélkedőz indítottak gyerekeknek Ablak a Földre címmel, ezen már az első évben több száz gyermek vett részt
- 2001 tavaszán történt az első faültetési akciójuk, valamint Zöld Napokat szerveztek a Veszprémi Egyetemen
- 2002–ben folytatódott a faültetési projekt, összesen 180 fát ültettek el a Veszprémet Szentkirályszabadjával összekötő kerékpárút mentén. Szintén ebben az évben csatlakoztak az Magyar Természetvédők Szövetségéhez és a Környezeti Tanácsadó Irodák Hálózatához.
- 2003–ban már több, mint 20 környezetvédelmi projektet koordináltak és megrendezésre került az I. ökovásár Veszprémben, ahol a környékbeli biotermelők bemutatkozhattak. Az ökovásár azóta rendszeresen évente megrendezésre kerül, egyre több résztvevővel[1]
- 2004–ben népszavazás kezdeményezésével megakadályozták, hogy a veszprémi Séd Mozi melletti belvárosi parkot beépítsék
- 2005-ben a Magyar Természetvédők Szövetségével közösen több akciónapot szerveztek a biotermékek népszerűsítése érdekében
- 2006-ban szervezésükben került megrendezésre Veszprémben a Zöld Szervezetek Országos Találkozója, melyen több száz zöld, civil szervezet vett részt
- 2008-ban és 2009-ben számos új programot indítottak, pl. Csalánakadémia, Príma Klíma, Zöld Homlokzat, Ökovásár, Komposztálni jó!, Fogyasztóvédelem
- 2010-ben magán- és céges adományoknak köszönhetően közel 3,5 millió forint értékű adománnyal segítették az Ajkai vörösiszap-katasztrófa sújtotta területeken élő embereket és az ott dolgozók munkáját

## Tevékenységük, programjaik

### Kölcsönzés
Egyesülettől lehetőség van kölcsönözni hasznos eszközöket, könyveket, oktatócsomagokat, az alábbi kiadványok állnak az érdeklődők rendelkezésére:
- Humusz Szövetség: Belefulladunk?
- Energia Klub: Éghajlatváltozás Oktatási segédanyag
- Energia Klub: Hol az energia?
- Fogyasztó kúra - Környezeti nevelési modulgyűjtemény a fenntartható fogyasztásról
- Csalló Attila: Hulladék suli - Szelektív hulladékgyűjtés az iskolában

### Szolgáltatások
Az egyesület környezeti tanácsadással és környezeti vizsgálatokkal is segíti a veszprémiek életét. Lehetőség van ökoauditra (személyre szabott ökológiai tanácsadás), hőkamerás vizsgálatra és vízvizsgálatra is.

### Környezeti nevelés
Az egyesület szervezésében évente megrendezésre kerül az Ablak a Földre játékos környezetvédelmi vetélkedő, melyben Veszprém vármegye általános iskoláinak 5-6. osztályos csapatai vehetnek részt. Ezen kívül iskolai tanórai foglalkozásokat is tartanak, témanapokon, ökonapokon segítik a diákokat interaktív foglalkozásokkal.
Felnőtteknek rendszeresen tartanak előadásokat, az itt előkerülő témák többek között az éghajlatvédelem, zöld háztartás, egészséges élelmiszerek, fogyasztóvédelem, komposztálás.

## Külső hivatkozások
- Csalán egyesület a Facebookon
- 11. Ökovásár - Veszprémi Hírportál[halott link]
- 11. Ökovásár - Veszprém Online[halott link]